# پارک افسران

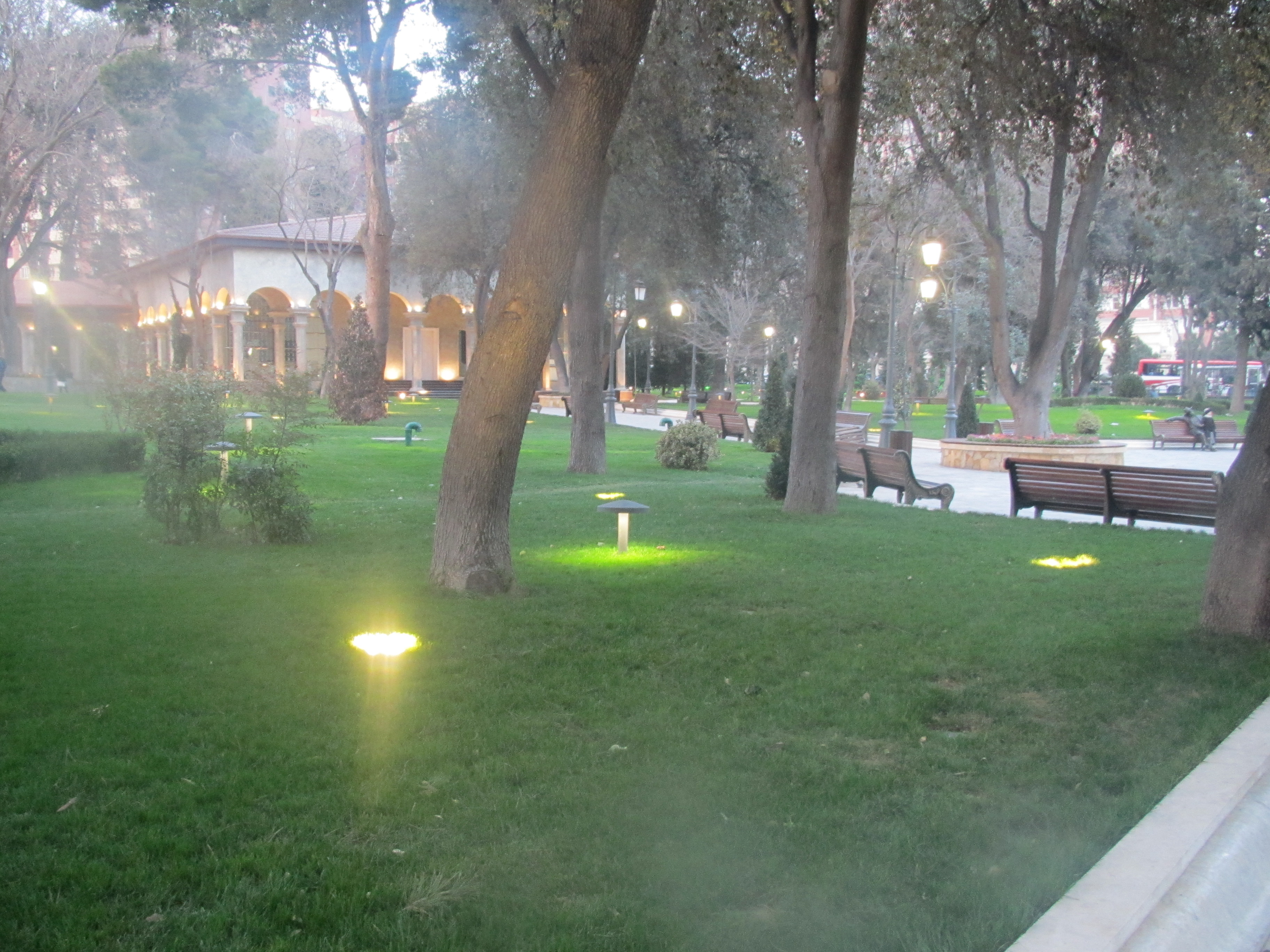
پارک افسران

پارک افسران (به ترکی آذربایجانی Zabitlər Parkı) برای نثار احترام به یاد شهدای جنگ جهانی دوم تأسیس شده‌است. این پارک که پس از پایان جنگ نام «هزی اصلانوف»، فهرمان اتحاد شوروی را به یدک می کشید، در سال ۲۰۱۱ پس از بازسازی کامل در اختیار مردم قرار داده شد. 
پارک افسران که بنابر برخی ویژگی‌های خوداز دیگر پارک‌های شهر باکو متفاوت است، دارای مساحتی ۴ هکتار می‌باشد . سرتاسر پارک آکنده از درختان سبز است. فواره ای که از سنگ تراشیده ساخته شده‌است، در وسط پارک نصب گردیده است. 